# Tweets diskografi
Detta är en heltäckande lista över officiella skivsläpp av den amerikanska R&B-sångerskan Tweet. Sedan hennes karriärstart år 2001 har hon gett ut 8 musiksinglar, två studioalbum samt ett livealbum under hennes tidigare skivbolag Elektra och Atlantic Records.
Efter att varit medlem i en musikgrupp vid namn Sugah, bestående av Tweet, Susan Weems och Rolita White upptäcktes sångerskan av musikproducenten Missy Elliot som erbjöd henne jobb som bakgrundssångerska på sin skiva Miss E… So Addictive. Arbetet ledde till ett skivkontrakt med Goldmind och Elektra Records. År 2002 släpptes sångerskans debutsingel "Oops (Oh My)". Låten komponerades av Timbaland och blev en smash-hit som klättrade till en första respektive sjunde plats på USA:s R&B-lista Hot R&B/Hip-Hop Songs och Billboard Hot 100. I april, samma år, hade Tweets debutalbum Southern Hummingbird officiell utgivning. Skivan blev en kommersiell framgång som klättrade till en andra plats på USA:s R&B-albumlista Billboard R&B/Hip-Hop Albums och tog sig även till en tredje plats på Billboard 200. Debutalbumet certifierades en tid senare med guldstatus av RIAA. Sångerskan noterade sin andra topp-tio hit i USA med debutalbumets andra singelrelease "Call Me". Vid slutet av året mottog sångerskan en mängd prisnomineringar däribland en Soul Train Lady of Soul Award i kategorin "Best New R&B, Soul or Rap Artist" (förlorade utmärkelsen till R&B-rivalen Ashanti) samt två Teen Choice Award-nomineringar i kategorierna "Choice Best R&B/Soul/Rap Song" och "Choice Breakout Artist".
Den 22 mars 2005 släpptes sångerskans albumuppföljare It's Me Again. Albumet klättrade som högst till en andra plats på USA:s R&B-albumlista men misslyckades att slå igenom på pop-marknaden. Skivans ledande singel, "Turn Da Lights Off", tog sig till en medioker 39:e plats på Billboards Hot R&B/Hip-Hop Songs tack vare minimal handledning och marknadsföring från sångerskans manager Mona Scott och Violator Management. Av denna anledning skrev Tweet istället på för Mathew Knowles vid Music World som tidigare handlett artister som Beyoncé Knowles, Michelle Williams och Kelly Rowland.
Tweets tredje studioalbum, Love, Tweet, planeras för release år 2012.
[uppföljning saknas]

## Album

### Studioalbum
| År   | Titel                                                                            | Listpositioner | Listpositioner | Listpositioner | Listpositioner | Listpositioner | Listpositioner | Listpositioner | Listpositioner | Listpositioner | Försäljning (Internationellt) |  |
| År   | Titel                                                                            | USA            | USA (R&B)      | UK             | NZ             | FRA            | NED            | SCH            | NOR            | SVE            | Försäljning (Internationellt) |  |
| ---- | -------------------------------------------------------------------------------- | -------------- | -------------- | -------------- | -------------- | -------------- | -------------- | -------------- | -------------- | -------------- | ----------------------------- |  |
| 2002 | Southern Hummingbird - 1:a studioalbumet - Släppt: 2 april 2002 - Format: LP, CD | 3              | 2              | 15             | 32             | 101            | 65             | 65             | 13             | 35             | 858 000 (USA) USA: Guld       |  |
| 2005 | It's Me Again - 2:a studioalbumet - Släppt: 22 mars 2005 - Format: LP, CD        | 17             | 2              | 158            | -              | -              | -              | -              | -              | 50             |                               |  |

### Livealbum
- The Dresden Soul Symphony 
 1:a livealbumet 
 Släppt: 24 oktober 2008 
 Format: CD

## Singlar
| År   | Titel                | Album                | Listpositioner | Listpositioner | Listpositioner | Listpositioner | Listpositioner | Listpositioner | Listpositioner | Listpositioner | Listpositioner | Listpositioner |
| År   | Titel                | Album                | USA            | USA (R&B)      | UK             | AUS            | NZ             | TYS            | SCH            | NED            | FRA            | SVE            |
| ---- | -------------------- | -------------------- | -------------- | -------------- | -------------- | -------------- | -------------- | -------------- | -------------- | -------------- | -------------- | -------------- |
| 2002 | "Oops (Oh My)"       | Southern Hummingbird | 7              | 1              | 5              | 18             | 38             | 23             | 36             | 32             | 75             | 34             |
| 2002 | "Call Me"            | Southern Hummingbird | 31             | 9              | 35             | —              | —              | —              | —              | —              | —              | —              |
| 2004 | "Turn Da Lights Off" | It's Me Again        | —              | 39             | 29             | —              | —              | —              | —              | —              | —              | —              |
|      |                      |                      | USA            | USA (R&B)      | UK             | AUS            | NZ             | TYS            | SCH            | NED            | FRA            | SVE            |
|      |                      | Listettor            | —              | 1              | —              | —              | —              | —              | —              | —              | —              | —              |
|      |                      | Topp 10 hits         | 1              | 2              | 1              | —              | —              | —              | —              | —              | —              | —              |

### Marknadsföringssinglar
| År   | Titel                                               | Album                | Listpositioner | Listpositioner | Listpositioner | Listpositioner | Listpositioner | Listpositioner | Listpositioner | Listpositioner | Listpositioner | Listpositioner |
| År   | Titel                                               | Album                | USA            | USA (R&B)      | UK             | AUS            | NZ             | TYS            | SCH            | NED            | FRA            | JAP            |
| ---- | --------------------------------------------------- | -------------------- | -------------- | -------------- | -------------- | -------------- | -------------- | -------------- | -------------- | -------------- | -------------- | -------------- |
| 2002 | "Smoking Cigarettes"                                | Southern Hummingbird | —              | —              | —              | —              | —              | —              | —              | —              | —              | —              |
| 2002 | "Sexual Healing (Oops Pt. II)"                      | Southern Hummingbird | —              | —              | —              | —              | —              | —              | —              | —              | —              | —              |
| 2003 | "Boogie 2nite"                                      | Southern Hummingbird | —              | —              | —              | —              | —              | —              | —              | —              | —              | —              |
| 2003 | "Thugman"                                           | Honey (filmmusik)    | —              | —              | —              | —              | —              | —              | —              | —              | —              | —              |
| 2004 | "Make Ur Move"                                      | Southern Hummingbird | —              | —              | —              | —              | —              | —              | —              | —              | —              | —              |
| 2004 | "Where Could He Be?" (Med Aaliyah och Missy Elliot) | Enskild utgivning    | —              | 120            | —              | —              | —              | —              | —              | —              | —              | —              |
| 2005 | "When I Need a Man"                                 | It's Me Again        | —              | —              | —              | —              | —              | —              | —              | —              | —              | —              |
| 2005 | "Steer"                                             | It's Me Again        | —              | —              | —              | —              | —              | —              | —              | —              | —              | 17             |
| 2009 | "Love Again"                                        | Enskild utgivning    | —              | —              | —              | —              | —              | —              | —              | —              | —              | —              |

### Som gästartist
| År   | Titel           | Album                | Listpositioner | Listpositioner | Listpositioner | Listpositioner | Listpositioner | Listpositioner | Listpositioner | Listpositioner | Listpositioner | Listpositioner |
| År   | Titel           | Album                | USA            | USA (R&B)      | UK             | AUS            | NZ             | TYS            | SCH            | NED            | FRA            | SVE            |
| ---- | --------------- | -------------------- | -------------- | -------------- | -------------- | -------------- | -------------- | -------------- | -------------- | -------------- | -------------- | -------------- |
| 2001 | "Take Away"     | Miss E… So Addictive | 45             | 13             | —              | —              | 96             | —              | —              | —              | —              | —              |
| 2001 | "All Y'all"     | Indecent Proposal    | —              | —              | —              | —              | —              | —              | —              | —              | —              | —              |
| 2002 | "No Panties"    | Diamond Princess     | —              | 88             | 45             | —              | —              | —              | —              | —              | —              | —              |
| 2002 | "Feel the Girl" | Girl Interrupted     | 92             | 52             | —              | —              | —              | —              | —              | —              | —              | —              |
| 2011 | "I Love Me"     | P.S. I Love Me       | —              | —              | —              | —              | —              | —              | —              | —              | —              | —              |